# Тосканський архіпелаг (національний парк)
Національний парк Тосканський архіпелаг (італ. Parco nazionale Arcipelago Toscano) — національний парк Італії, найбільший морський національний парк в Середземномор'ї, який охоплює територію Тосканського архіпелагу в провінціях Гроссето та Ліворно, західна Тоскана, Італія. 

## Географія
Тосканський архіпелаг знаходиться у Лігурійському (північ) та Тірренському морях, які є частинами Середземного моря. Цей італійський національний парк має площу понад 567 км² морської поверхні і 178 км² узбережжя.
До архіпелагу входять сім основних островів: 
- Ельба
- Горгона
- Капрайя
- Піаноза
- Монтекрісто (заповідник з 1971 року)
- Джильйо
- Джианутрі
- а також велика кількість невеликих острівців і скель.

Геологічно острови дуже відрізняються одне від одного.
Найвища точка парку Mount Capanne (італ. Monte Capanne)(1019 м) знаходиться  на острові Ельба.